# Sigbjørn Obstfelder
Sigbjørn Obstfelder (21 de novembro de 1866 – 29 de julho de 1900) foi um escritor e poeta norueguês do século XIX.

## Contexto
Obstfelder nasceu em Stavanger, Noruega, em 21 de novembro de 1866. Ele foi o oitavo filho de uma família de dezesseis crianças, sendo uma das apenas seis que sobreviveram até a idade adulta. Seu pai, Herman Friedrik Obstfelder (1828–1906), era padeiro de profissão e fornecia pouco suporte financeiro ou emocional. Sua mãe, Serine Obstfelder (née Egelandsdal) (1836–1880), morreu quando ele tinha quatorze anos. As dificuldades que experimentou, uma figura masculina ameaçadora, a perda da mãe e a sensação de morte sempre presente foram fortes influências em sua escrita.
Ele começou a estudar na Universidade de Cristiania em 1886. Dois anos depois, começou a estudar engenharia na Escola Técnica de Cristiania (agora Oslo ingeniørhøgskole). Em 1890, mudou-se para Milwaukee, Wisconsin, onde conseguiu um emprego como desenhista em uma empresa de construção de pontes. Após apenas um ano, retornou à Noruega, onde teve um colapso nervoso e foi brevemente hospitalizado em Cristiania.

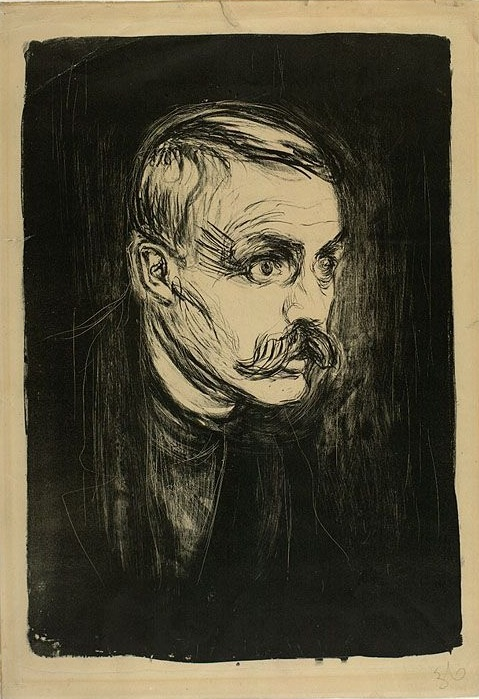
Litografia de Obstfelder por Edvard Munch.

## Carreira literária
Seu primeiro trabalho publicado foi uma contribuição para a revista feminista Nylænde (Novas Fronteiras) sobre o tema da castidade dos homens antes do casamento. A peça apresenta os primeiros tons de um tema recorrente em seu trabalho, o medo da mulher erótica.
A entrada de Obstfelder na cena literária norueguesa ocorre com seu encontro com Jens Thiis em 1892 em Paris. Eles viajaram juntos pela Bélgica, onde Obstfelder escreveu algumas de suas melhores obras e, a partir de então, se sustentou com sua escrita.
Conhecido principalmente como escritor de poesia, a coleção de estreia de poemas de Obstfelder de 1893, Digte (Poemas), é geralmente creditada como um dos primeiros exemplos de modernismo na literatura norueguesa. Apesar de produzir uma quantidade relativamente pequena de obras durante sua vida curta, ele é considerado uma das figuras mais importantes da literatura norueguesa do final do século XIX. Fortemente influenciado pelo poeta francês Charles Baudelaire, seus escritos foram frequentemente descritos como o equivalente literário das pinturas de Edvard Munch; de fato, Munch fez duas litografias de Obstfelder, que por sua vez escreveu um ensaio em defesa de Munch para Samtiden em 1896. Além disso, Munch estava misteriosamente de posse de alguns manuscritos de Obstfelder. Obstfelder foi uma fonte de inspiração para a obra de Rainer Maria Rilke Os Cadernos de Malte Laurids Brigge.
Embora mais conhecido por seus poemas, Obstfelder também escreveu e publicou obras em prosa. Suas primeiras prosas publicadas foram duas histórias curtas, que saíram em 1895. No ano seguinte, publicou seu famoso romance A Cruz. Em 1897, publicou uma peça, As Gotas Vermelhas, que foi encenada no Teatro Nacional em 1902. Várias de suas obras foram publicadas postumamente, incluindo o inacabado Diário de um Padre (1900). Seus diários de sua estadia nos EUA também foram publicados. Em 2000, por ocasião do centenário da morte de Obstfelder, uma coleção de suas obras foi publicada.

## Contribuição para a poesia norueguesa
Obstfelder é amplamente considerado o primeiro poeta modernista norueguês. Seus poemas deixaram uma marca indelével na poesia norueguesa. Escolhendo partir da tradicional "rimtvangen" e da estrutura rígida do verso norueguês típico, ele criou seu próprio verso livre, que foi marcado por sua musicalidade. Seus poemas são frequentemente tingidos de ansiedade, solidão e alienação, além de transmitir uma inclinação espiritual. Sua poesia é considerada por muitos como a contraparte literária da arte expressionista de Edvard Munch.

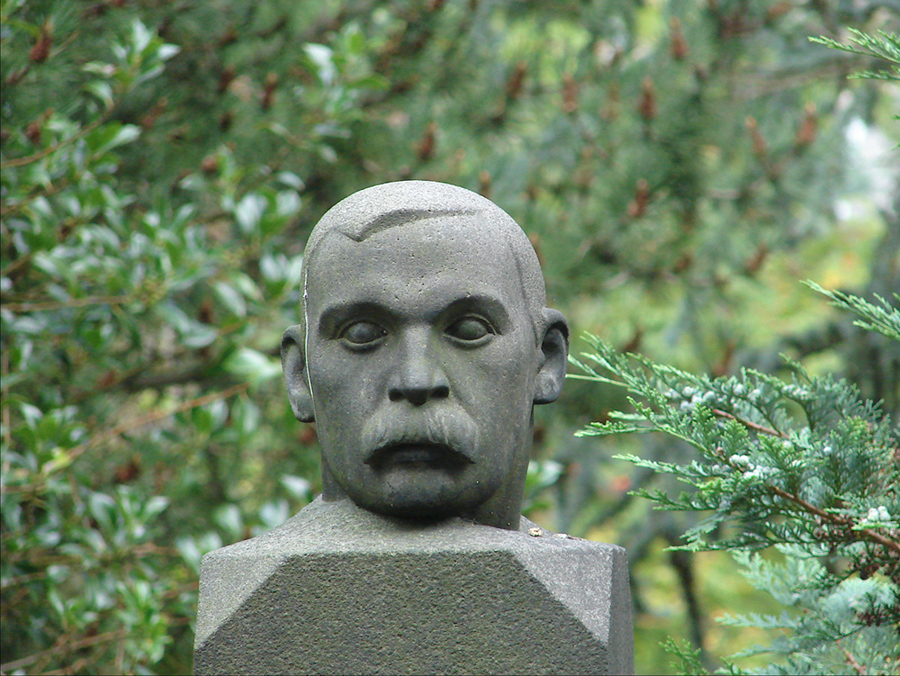
Busto de Obstfelder no Frederiksberg Ældre Kirkegård

## Vida pessoal
Obstfelder viveu a maior parte de sua vida como mendigo, e nunca ficou em um lugar por muito tempo. Por todos os relatos, tinha uma saúde mental instável e sofreu vários colapsos nervosos. Em 1898, casou-se com a cantora dinamarquesa Ingeborg Weeke (1876–1930), mas foi um casamento breve e turbulento. Ele morreu de tuberculose no Hospital Municipal de Copenhague aos 33 anos de idade. Foi enterrado no Frederiksberg Ældre Kirkegård no mesmo dia em que sua única filha, Lili, nasceu.

## Memoriais
A memória de Obstfelder é celebrada em numerosas cidades da Europa. Em 1917, seu busto, criado por Gustav Vigeland, foi inaugurado no parque da cidade de Stavanger. Outro busto foi colocado no Frederiksberg Ældre Kirkegård em Frederiksberg, em Copenhague. Um busto de Obstfelder por Per Palle Storm está na Biblioteca de Tecnologia da NTNU Trondheim com a inscrição: "Lembre-se de que há muitos valores na vida além da tecnologia."

## Galeria
- Capa de Digte de Obstfelder
- Capa de To novelletter de Obstfelder
- Capa de De røde Dråber de Obstfelder
- Capa de Korset de Obstfelder
- Capa de En Præsts Dagbog de Obstfelder

## Obras selecionadas
- Digte (Poemas), 1893
- To novelletter (Duas noveletas), 1895
- Korset (A Cruz, romance), 1896
- De røde dråber (As Gotas Vermelhas, uma peça), 1897
- En præsts dagbog (Diário de um Padre, romance), incompleto, lançado postumamente em 1900
- Efterladte arbeider (Trabalhos inacabados), 1903
- Samlede skrifter I-III (Escritos Coletados), 1950 contém muito material anteriormente não lançado